# George Botsford
George Botsford (* 24. Februar 1874 in Sioux Falls, South Dakota; † 11. Februar 1949 in New York City) war ein US-amerikanischer Komponist von Ragtimes und anderen Musikgattungen.

## Biografie
Botsford wurde 1874 in Sioux Falls in South Dakota geboren und wuchs in Iowa auf. Seine erste Komposition war der 1899 in Centerville veröffentlichte The Katy Flyer – Cake Walk. Sein bekanntester Rag ist der Black and White Rag, der 1908 veröffentlicht wurde.
Botsford ging nach New York City und wurde Tin-Pan-Alley-Komponist. Um 1914 bis 1915 experimentierte er mit der „Mini-Oper“, die von drei oder vier Personen gesungen werden sollte; aber die Idee fand keinen Anklang. Nach einer langen Karriere mit einer Vielfalt von Musik starb er 1949 in New York City.

## Kompositionen
| - 1899: The Katy Flyer – Cake Walk - 1906: Dance of the Water Nymphs - 1906: In Dear Old Arizona - 1907: Pride of the Prairie - 1908: Klondike Rag - 1908: Black and White Rag - 1909: Old Crow Rag - 1909: Wiggle Rag - 1909: Texas Steer Rag - 1909: Pianophiends Rag - 1910: Grizzly Bear Rag - 1910: Chatterbox Rag | - 1911: Honeysuckle Rag - 1911: Honey Girl - 1911: Hyacinth - 1911: Royal Flush - 1912: Eskimo Rag - 1913: Buck-Eye Rag - 1913: Incandescent Rag - 1913: Universal Rag - 1913: Rag, Baby Mine - 1913: Sailing Down the Chesapeake Bay - 1916: Boomerang Rag - 1916: On the Old Dominion Line |